# Theronia punctata
Theronia punctata är en stekelart som beskrevs av Gupta 1962. Theronia punctata ingår i släktet Theronia och familjen brokparasitsteklar. Utöver nominatformen finns också underarten T. p. incompleta.